# Kot Fatta
Kot Fatta è una città dell'India di 6.493 abitanti, situata nel distretto di Bathinda, nello stato federato del Punjab. In base al numero di abitanti la città rientra nella classe V (da 5.000 a 9.999 persone).

## Geografia fisica
La città è situata a 30° 06' 44 N e 75° 06' 43 E.

## Società

### Evoluzione demografica
Al censimento del 2001 la popolazione di Kot Fatta assommava a 6.493 persone, delle quali 3.427 maschi e 3.066 femmine. I bambini di età inferiore o uguale ai sei anni assommavano a 882, dei quali 480 maschi e 402 femmine. Infine, coloro che erano in grado di saper almeno leggere e scrivere erano 3.327, dei quali 1.973 maschi e 1.354 femmine.